# Hans Dedekam

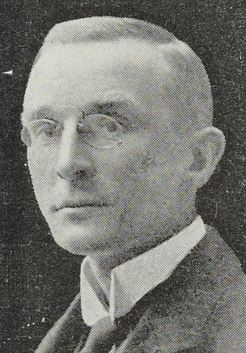

Hans Dedekam, född 1872, död 1928, var en norsk konsthistoriker och museiman.
Efter akademisk examen blev Dedekam assistent vid Kunstmuseet i Oslo, 1909 direktör för Nordenfjeldske kunstindustrimuseum i Trondheim och 1919 direktör för Kunstindustrimuseet i Oslo. Förutom museikataloger har han bland annat utgett Glasmaleriets esthetik og historie (1908), Nordiske kniplinger (1911) och Norske folkebroderier (1914). Dedekam var en av initiativtagarna till Vigelandsfontänen i Oslo.